# Thomas Läufer
Thomas M. Läufer (* 13. Mai 1945 in Leipzig) ist ein deutscher Diplomat und war von 2006 bis September 2010 Botschafter an der Deutschen Botschaft in Den Haag, Niederlande.

## Lebensläufe
Nach seinem Abitur begann Läufer zunächst eine Ausbildung im Auswärtigen Amt und am Generalkonsulat im türkischen Izmir. Von 1970 bis 1975 folgte ein Studium der Rechtswissenschaften und Politologie in Bonn. Im Anschluss studierte er Europarecht in Brügge. Als wissenschaftlicher Mitarbeiter am Lehrstuhl für Völkerrecht von Professor Christian Tomuschat kehrte er an die Universität Bonn zurück. 1989 promovierte er in Bonn zum Dr. jur.
1978 begann sein Vorbereitungsdienst als Attaché für den Höheren Auswärtigen Dienst. Von 1980 bis 1981 tat er seinen Dienst bei der Europaabteilung im Auswärtigen Amt, bevor er bis 1984 in die Ständige Vertretung Deutschlands bei den Vereinten Nationen und den Internationalen Organisationen in Genf wechselte. Im Anschluss an diese Verwendung kehrte er zunächst in die Politische Abteilung, danach in die Europaabteilung des AA zurück und arbeitete dann ab 1987 im Planungsstab des Auswärtigen Amtes. Von 1988 bis 1998 war er im Präsidialbüro des Deutschen Bundestages tätig, dessen Leitung er 1992 unter Rita Süssmuth übernahm. Als Gesandter und Ständiger Vertreter ging er schließlich bis 2002 nach Warschau, bevor er nach Berlin zurückkehrte, wohin das Auswärtige Amt inzwischen mit der Bundesregierung übersiedelt war. Dort leitete er zunächst die Stabsstelle Internationales Personal und dann von 2002 bis 2006 als Ministerialdirektor und Völkerrechtsberater die Rechtsabteilung. Von Juli 2006 bis September 2010 war Thomas Läufer Botschafter der Bundesrepublik Deutschland im Königreich der Niederlande. Sein Nachfolger dort ist Heinz-Peter Behr.
Läufer ist verheiratet mit Anne Läufer und hat drei Kinder.